# Baquet
Pour les articles homonymes, voir Baquet (homonymie).
Cet article possède un paronyme, voir Bacqué.

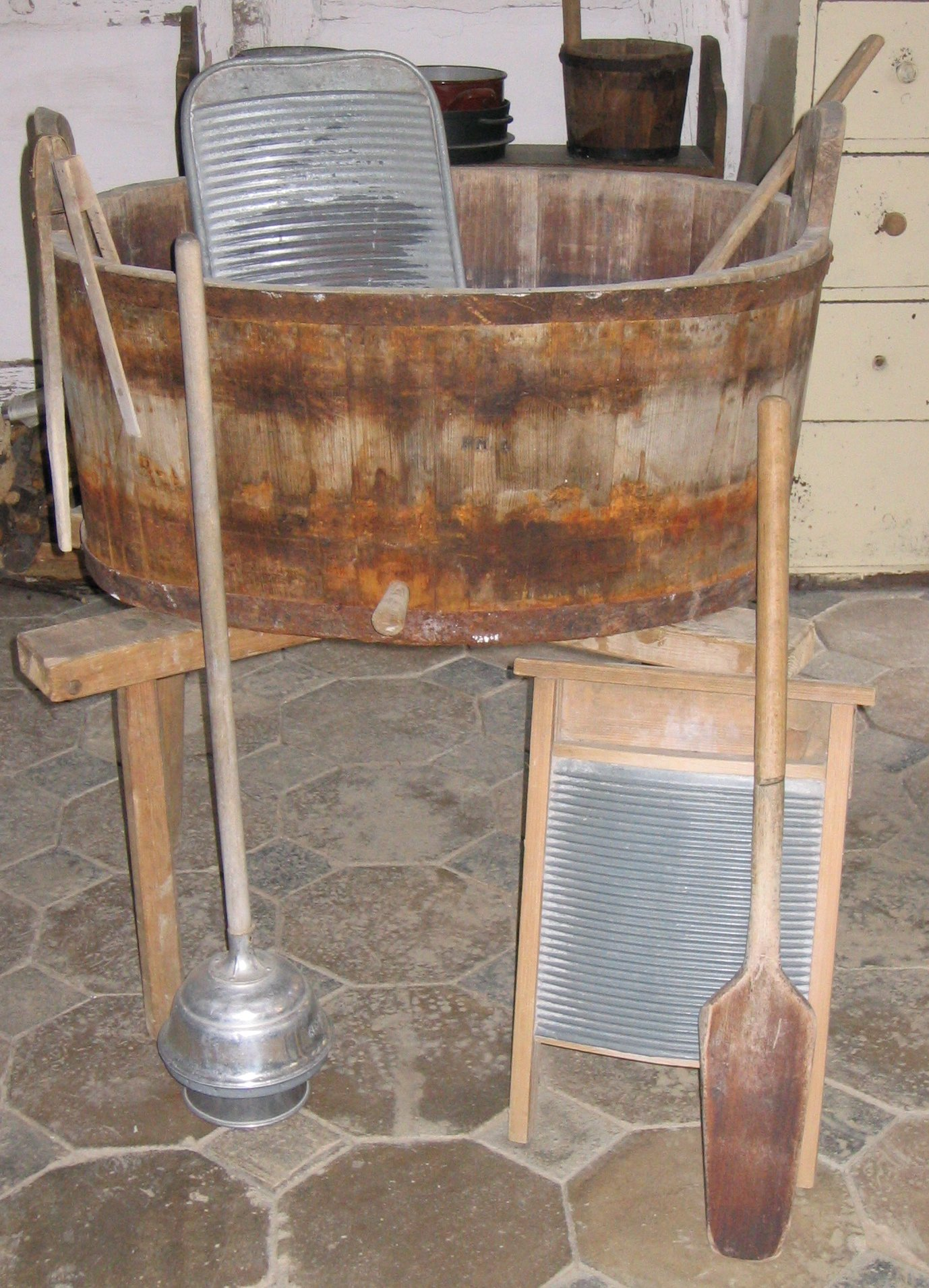
Baquet à lessive installé sur son trépied de bois

Un baquet est un récipient en bois, plus large que haut, et assemblé exactement comme un demi-tonneau.
Le terme ancien utilisé pour « baquet à lessive » était parfois « cuvier ».
Objet d'usage artisanal ou domestique, dans la buanderie, il fut progressivement remplacé en France par la bassine en métal zingué (galvanisé) pendant l'Entre-deux-guerres, laquelle fut elle-même détrônée par la bassine en plastique (dans les années 1970).

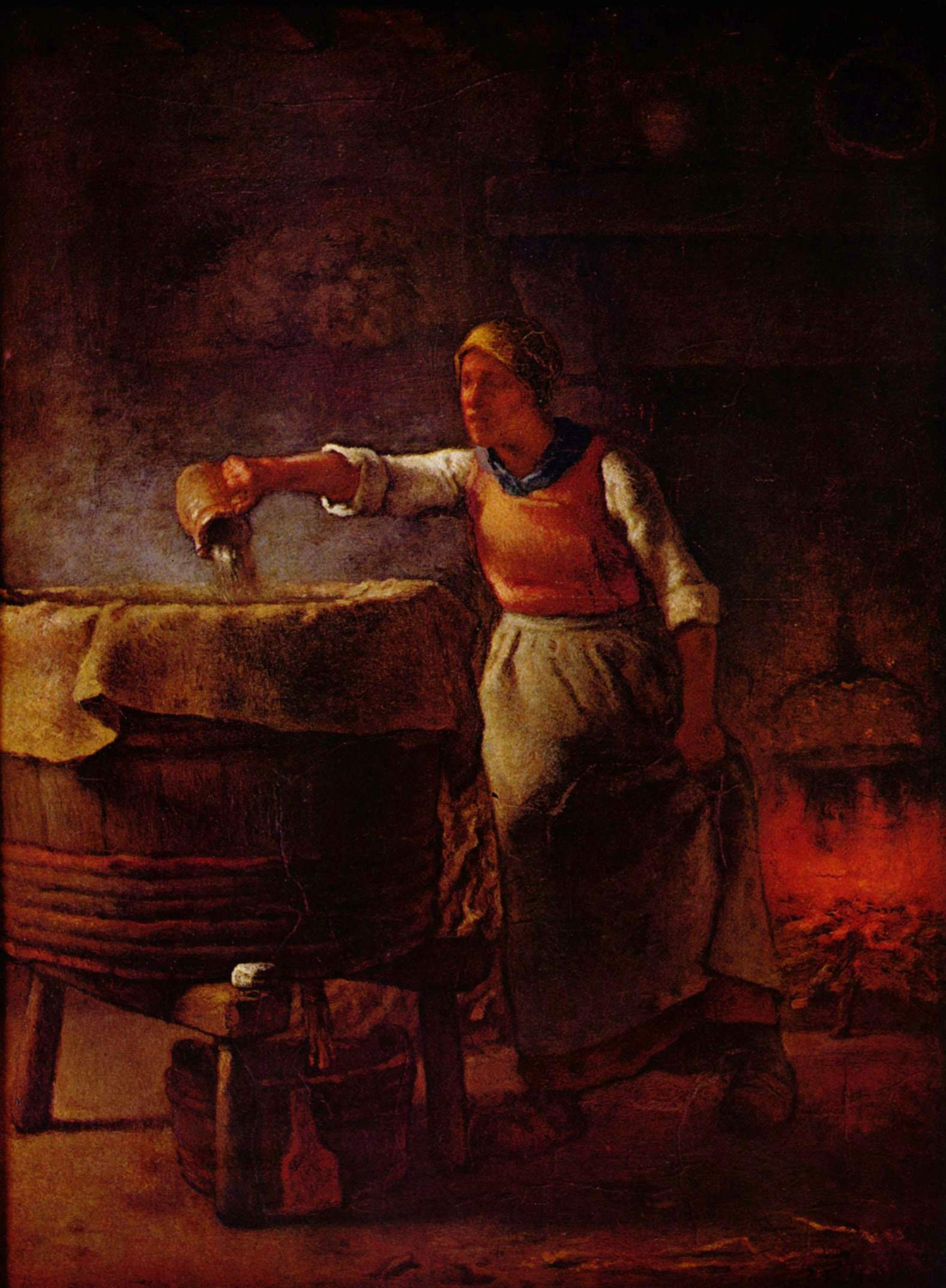
Robuste trépied soutenant un gros baquet

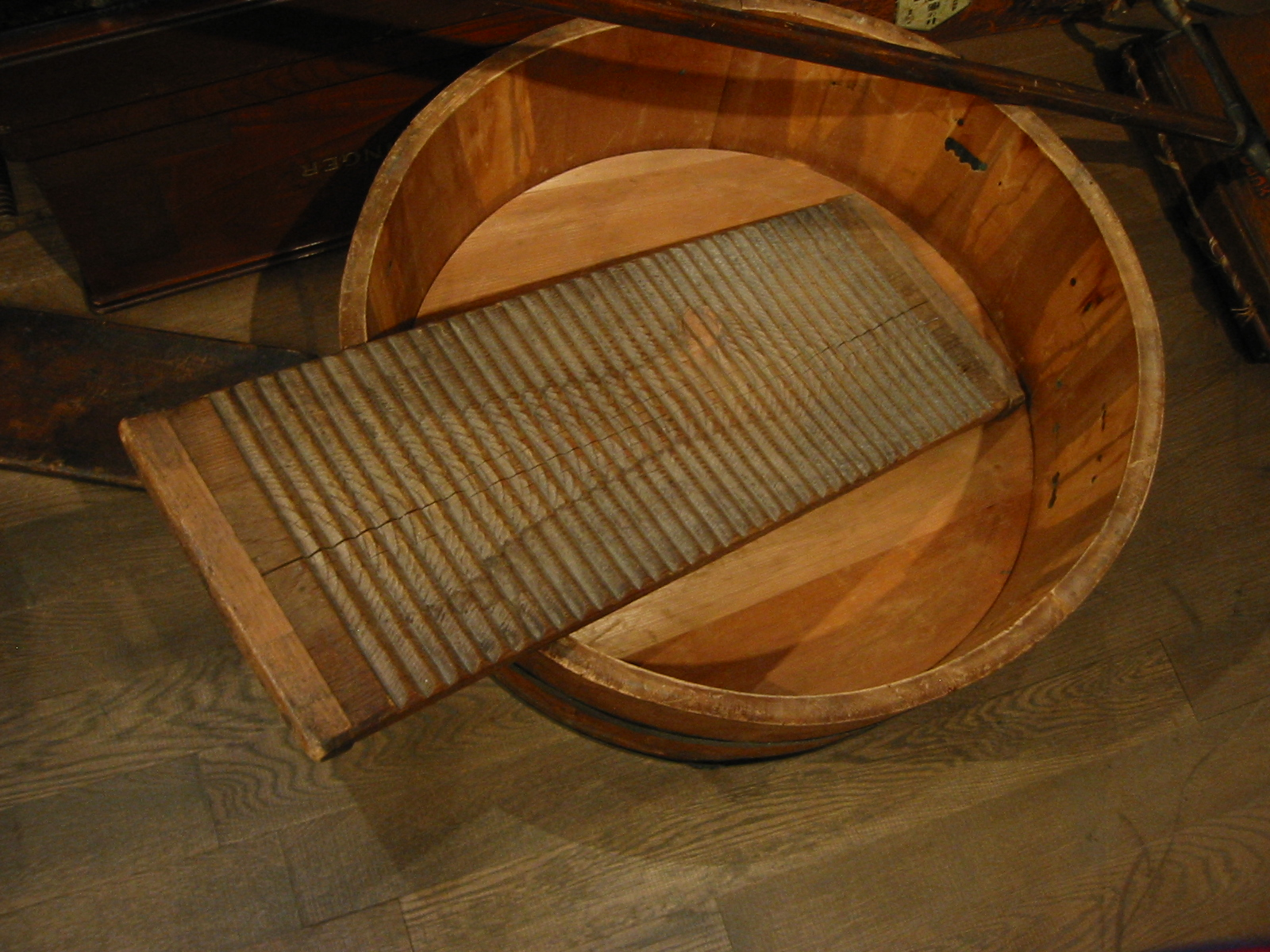
Baquet avec planche à laver